# New Age Steppers
Die New Age Steppers waren ein Dub-Kollektiv aus dem Vereinigten Königreich, das vom Produzenten Adrian Sherwood gegründet wurde und Mitglieder verschiedener prominenter britischer Post-Punk-Gruppen der 1970er Jahre einschließlich Ari Up und Viv Albertine von den Slits, Mark Stewart und Bruce Smith von The Pop Group, Keith Levene von Public Image Ltd, John Waddington von Rip Rig + Panic und Vicky Aspinall von den Raincoats umfasste. Andere Musiker waren Mitarbeiter von Sherwoods  On-U Sound-Label, darunter George Oban, Style Scott und Eskimo Fox.

## Geschichte
Die New Age Steppers veröffentlichten das selbstbetitelte Debütalbum 1980 auf On-U Sound. 1981 folgte „Action Battlefield“. Das dritte Album, „Foundation Steppers“, wurde 1982 veröffentlicht.
Love Forever, ein Album mit Songs, die Ari Up bis zu ihrem Tod zusammen mit Adrian Sherwood aufgenommen hatte, wurde 2012 veröffentlicht.

## Stil
John Dougan von Allmusic: „Der Sound der New Age Steppers war der von Cut-and-Paste-Dub-Mixing, psychedelischen Wirbeln gefundener Sounds, dissonanten Klangcollagen, sehnigen Reggae-Riddims und seltsamen, halbstimmigen Vocals.“

## Diskografie

### Studioalben
- The New Age Steppers (1980)
- Action Battlefield (1981)
- Foundation Steppers (1982)
- Love Forever (2012)

### Kompilationsalben
- Crucial Ninety (1981)
- Massive Hits Vol. 1 (1994)
- Trifecta (2011)
- Stepping into a New Age Box-Set (2021)
- Avant Gardening (2021)

### Singles
- Fade Away (1980)
- My Love (1981)
- My Nerves (Punk) (2012)